# SPLA-Bahr al-Ghazal
EPLS-Bhar al-Ghazal (més conegut com a SPLA-Bhar al-Ghazal per les seves sigles en anglès) fou una organització de base dinka formada pel mític comandant sudista Kerubino Kwanyin Bol, l'home que el maig de 1983 va iniciar la revolta i va disparar el primer tret de la guerra. Kerubino va trencar amb John Garang a la tardor del 1986 i fou acusat d'insubordinació, sent detingut fins que el 1991, durant el conflicte intern al EPAS, fou alliberat per William Nyon Bany i va fugir a Uganda, on el president Youweri Museveni el va posar sota arrest domiciliari fins al febrer de 1993 en què fou alliberat.
El SPLA s'havia dividit l'estiu de 1991 en dues gran faccions: el SPLA-Torit de John Garang amb base a Torit, i el SPLA-Nasir amb base a Nasir, de Riek Machar i Lam Akol; la tercera facció de William Nyon Bany i Josep Oduhu de fet donava suport a Machar i s'hi va unir a l'estiu del 1992. El 1993 Kerubino i Arok Thon Arok van retornar d'Uganda, però no es van unir a cap de les dues faccions sinó que van formar les seves pròpies: Kerubino va formar la SPLA-Bahr al-Ghazal mentre Arok formava la SPLA-Bor.
Totes les faccions excepte la de Garang es van unir (Declaració de Kongor de maig de 1993) i van formar la facció SPLA-Unity però Riak Machar i Lam Akol es van separar poc després i Machar va formar el Southern Sudan Independence Movement (SSIM) i Lam Akol va formar la facció SPLA-United (de base shilluk). Thon Arok es va unir amb Lam Akol. Kerubino va mantenir la seva organització però aliat a Machar. Així ara hi havia quatre faccions: SPLA-Torit (de fet en endavant només SPLA), SPLA-Unity, SPLA-Bahr al-Gahzal i SSIM. Machar i Kerubino van fundar l'Exèrcit Popular d'Alliberament del Sudan-Unificat però de fet cadascun va seguir amb la seva pròpia facció.
El SPLA-Bahr al-Ghazal van arribar a tenir dos mil homes; el 5 de juliol de 1994 va ocupar Mayen Abun; però el 18 de juliol de 1994 va fer un pacte amb el govern sudanès i Machar el va expulsar de la seva aliança el gener del 1995; llavors va combatre l'SPLM/SPLA provocant greus danys a Bahr al-Ghazal als districtes de Twic, Abyei, i Gogrial, i parts orientals d'Awei al districte de Wau i va perdre el suport dels dinkas. El 10 d'abril del 1996 va arribar a un preacord amb el govern que fou signat formalment el 21 d'abril de 1997 a Khartum, entre el govern sudanès d'un costat, i diverses faccions del sud, especialment el SSIM; aquest acord reconeixia el dret d'autodeterminació del sud i establia un Consell Transitori que havia d'establir l'autonomia. Les seves forces foren establertes a Wau i Kerubino fou restablert a l'exèrcit sudanès i va ser ascendit a general; també fou nomenat "deputy chairperson of the South Sudan Coordinating Council (SSCC)", el consell transitori. Les forces del SPLA-Bahr al-Ghazal foren decisives en imperdir la conquesta de Wau per la SPLA en donar suport a les forces del govern sudanès. Després de l'èxit de l'ofensiva del SPLA de la primera meitat de 1997, el SPLA-Bahr al-Ghazal va canviar de bàndol i es va aliar a Garang atacant junts Wau, però a l'octubre el cap Kerubino fou acusat d'intentar assassinar Garang a Nairobi i els contactes entre els dos grups es van trencar. El SPLA-Bahr al-Ghazal va seguir la lluita a Bahr al-Ghazal, suposadament sense cooperar amb el govern sudanès com havia fet fins al 1997, però de fet controlat per aquest. A la mort de Kerubino el 15 de setembre de 1999 el SPLA-Bhar al-Ghazal es va dissoldre i els seus combatents es van unir a la Força de Defensa del Sud del Sudan.